# Комски партизански одред
Комски народноослободилачки партизански (НОП) одред формиран је 11. новембра 1941. године од батаљона колашинског, беранског и андријевичког среза. Почетком 1942, имао је 10 батаљона са око 3,000 бораца. У бици за Пљевља учествовао је с једним батаљоном, а после битке око 70 његових бораца ступило је у Прву пролетерску бригаду.
Вршио је диверзантске акције и водио борбе против Италијана на комуникацијама Подгорица-Матешево-Андријевица-Чакор и Колашин-Бијело Поље-Беране. У јануару и фебруару 1942. одред је водио тешке борбе са четницима на сектору Матешево-Краљске Баре. У тим борбама претрпео је веће губитке. Нарочито тешке губитке имао је у Краљским Барама 19-20. јануара и у другој половини фебруара у Лубницама 23-24. јануара и крајем фебруара. Са деловима Дурмиторског, Бјелопољског, Никшићког, Зетског НОП одреда и Прве пролетерске бригаде борио се са четницима од фебруара до маја 1942. године код Колашина и Мојковца, у Пољима, на Сињајевини, Горњој Морачи и Дурмитору. У јуну 1942, кад је имао 249 бораца, ушао је већим делом у састав Четврте црногорске пролетерске бригаде, а мањи део остављен је на терену.
Под истим називом обновљен је октобра 1943. године кад је имао два батаљона с укупно 186 бораца. Делови одреда ушли су 14. новембра у новоформирану Шесту црногорску ударну бригаду. Половином децембра је у садејству са црногорским и санџачким јединицама водио тешке борбе са деловима немачке Прве брдске дивизије, четницима и муслиманском милицијом. У јануару 1944. је нарастао на 3 батаљона са 406 бораца. Фебруара 1944. дао је два батаљона за новоформирани Колашински партизански одред, а у току године више пута одвајао је веће групе бораца за попуну постојећих и формирање нових црногорских бригада. Током 1944. деловао је против немачких, четничких и балистичких јединица у колашинском, андријевичком и беранском срезу. Расформиран је 19. децембра 1944. године, након ослобођења Црне Горе.

## Народни хероји Комског одреда
Неки од бораца Комског партизанског одреда, проглашени за народне хероје:
- Милутин Лакићевић, комесар Комског Одреда
- Милица Вучинић, борац
- Бранко Делетић, политички комесар Одреда
- Ђуро Лончаревић, политички комесар Комског Одреда
- Саво Дрљевић, командант Одреда
- Радуле Јеврић, заменик команданта Одреда
- Глигорије Мандић, командант Одреда